# Tylna Dębowa Kopa
Tylna Dębowa Kopa (niem. Hintere Eich-Berg, Tylna Dębowa Góra, Dębogóra, 334 m n.p.m.) – kulminacja w południowo-zachodniej Polsce, w północnej części Wzgórz Dębowych, na Przedgórzu Sudeckim.

## Położenie
Kulminacja ciągnie się pomiędzy Przednią Dębowa Kopą na północnym wschodzie a Starcem na południowym zachodzie.

## Szlaki turystyczne
Strzelin – Szańcowa – Gościęcice Średnie – Skrzyżowanie pod Dębem – Gromnik – Dobroszów – Kalinka – Skrzyżowanie nad Zuzanką – Źródło Cyryla – Ziębice – Lipa – Rososznica – Stolec – Cierniowa Kopa – Kolonia Bobolice – Kobyla Głowa – Karczowice – Podlesie – Ostra Góra – Starzec – Tylna Dębowa Kopa – Przednia Dębowa Kopa – Księginice Wielkie – Sienice – Łagiewniki – Oleszna – Przełęcz Słupicka – Sulistrowiczki – Ślęża – Sobótka